# Anglesey
A Ilha de Anglesey (língua galesa: Ynys Môn, AFI: [/ˌənɨs'mo:n/]) é uma ilha e uma Principal Area (região administrativa ou dirigente) na extremidade noroeste do País de Gales. Ela está separada da ilha da Grã-Bretanha por uma estreita extensão de água conhecida como estreito de Menai. Está ligada ao continente por duas pontes, a Ponte Suspensa Menai original (sobre a qual corre a estrada A5), construída por Thomas Telford em 1826 como ligação ferroviária, e a nova, Ponte Britannia, duas vezes reconstruída, sobre a qual passa a estrada A55 e a Ferrovia Costeira de Gales do Norte. O condado de Anglesey cobre uma quantidade de ilhas afora Anglesey propriamente dita, em particular a ilha Holy.
A ilha está classificada como Área de Destacada Beleza Natural.

## História

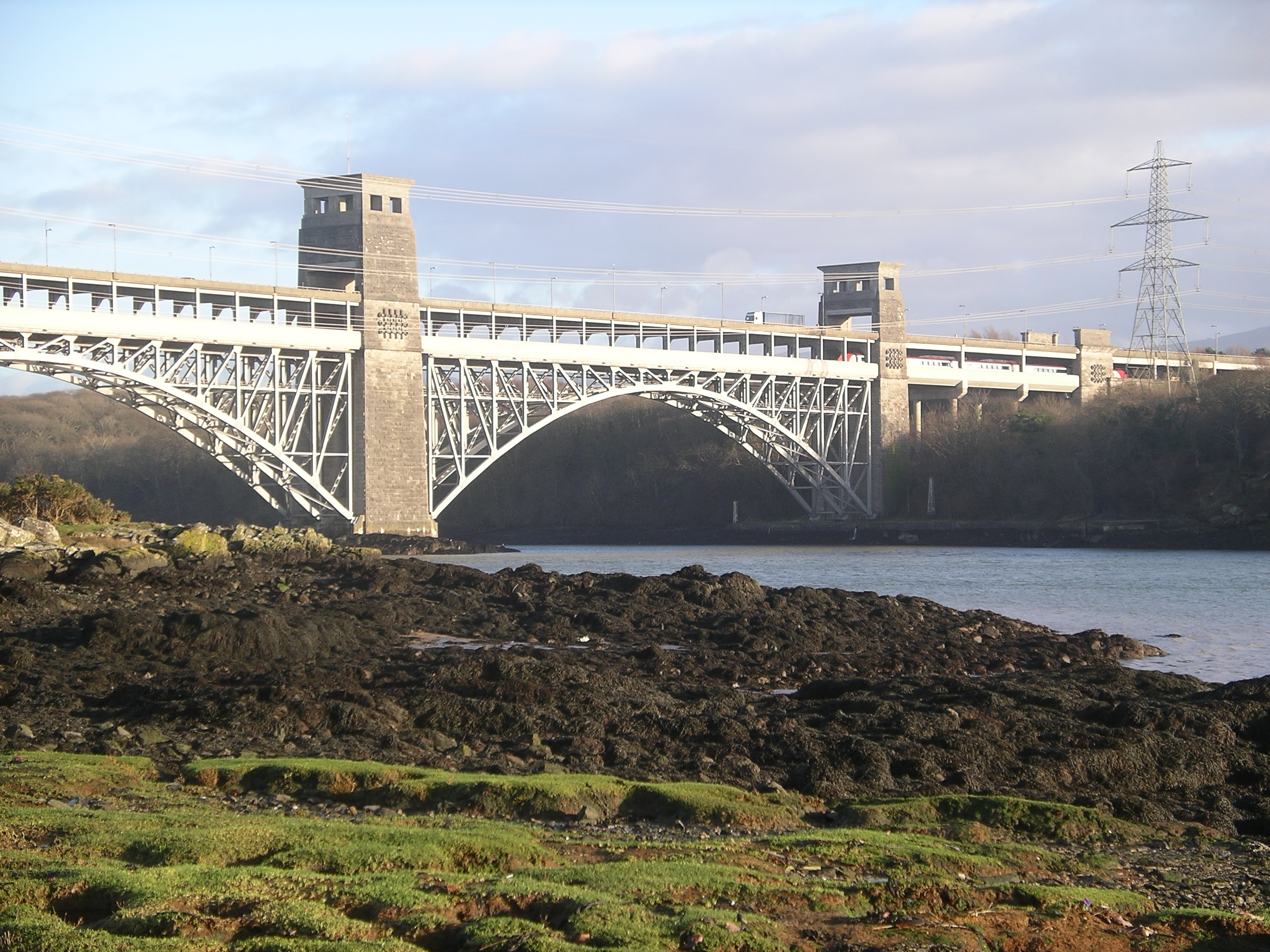
Ponte Britannia, sobre o Estreito de Menai.

Historicamente, Anglesey tem sido associada com os Druidas, cuja influência sobre a sociedade celta começou a incomodar os poderosos romanos (os quais chamavam a ilha de Mona). Por volta de 60, o governador Suetônio Paulino do Império Romano, determinado a quebrar o poder dos druidas (os "sonhadores" da época de Boadiceia), atacou a ilha e destruiu o santuário e os bosques sagrados. Novamente, em 77, sob o comando de Agrícola, a ilha foi novamente atacada. Depois dos romanos, a ilha foi também invadida pelos Viquingues, Saxões e  Normandos antes de ser conquistada por Eduardo I da Inglaterra, no século XIII.
Môn é o nome galês para Anglesey. O nome inglês é uma forma corrompida do Norueguês antigo, significando Ilha de Ongull. Os nomes em Galês antigo eram Ynys Dywyll ("Ilha Escura") e Ynys y Cedairn (cedyrn ou kedyrn; "Ilha dos bravos"). Ela é a Mona de Tácito (Ann. xiv. 29, Agr. xiv. 18), Plínio, o Velho (iv. 16) e Dião Cássio (62). Ela é chamada Mam Cymru ("Mãe de Gales") por Giraldus Cambrensis. Clas Merddin e Y fêl Ynys ("Ilha do Mel") são seus outros nomes. De acordo com as Tríades (67), Anglesey foi outrora parte do continente, como prova a geologia. A ilha foi o principal centro dos Druidas, dos quais restam 28 cromlechs nas regiões elevadas, vigiando o mar (por exemplo, em Plâs Newydd). A estrada moderna que vai de Holyhead a Llanfairpwllgwyngyll era originalmente uma estrada romana. Acampamentos britânicos e romanos, moedas e ornamentos têm sido ali inumados e discutidos, particularmente pelo honorável William Owen Stanley de Penrhos. As fundações de Holyhead estão sobre a Caer Gybi romana.
No fim do período romano no século IV e no início do V piratas da Irlanda colonizaram Anglesey e a vizinha Península de Llŷn. Em resposta a isto, um líder guerreiro bretônico chamado Cunedda veio para a região e começou a expulsar os irlandeses. Este processo foi continuado por seu filho Einion ap Cunedda e seu neto Cadwallon Lawhir até que o último irlandês fosse derrotado em batalha no ano de 470. Como ilha, Môn possui uma boa posição defensiva e por isto foi escolhida como sede da corte de Llys, dos reis e príncipes de Venedócia em Aberffraw. À parte a devastação causada pela incursão dinamarquesa(Danos) em 853, a situação permaneceria inalterada até o século XIII, quando aperfeiçoamentos feitos na marinha inglesa tornaram sua posição indefensável.

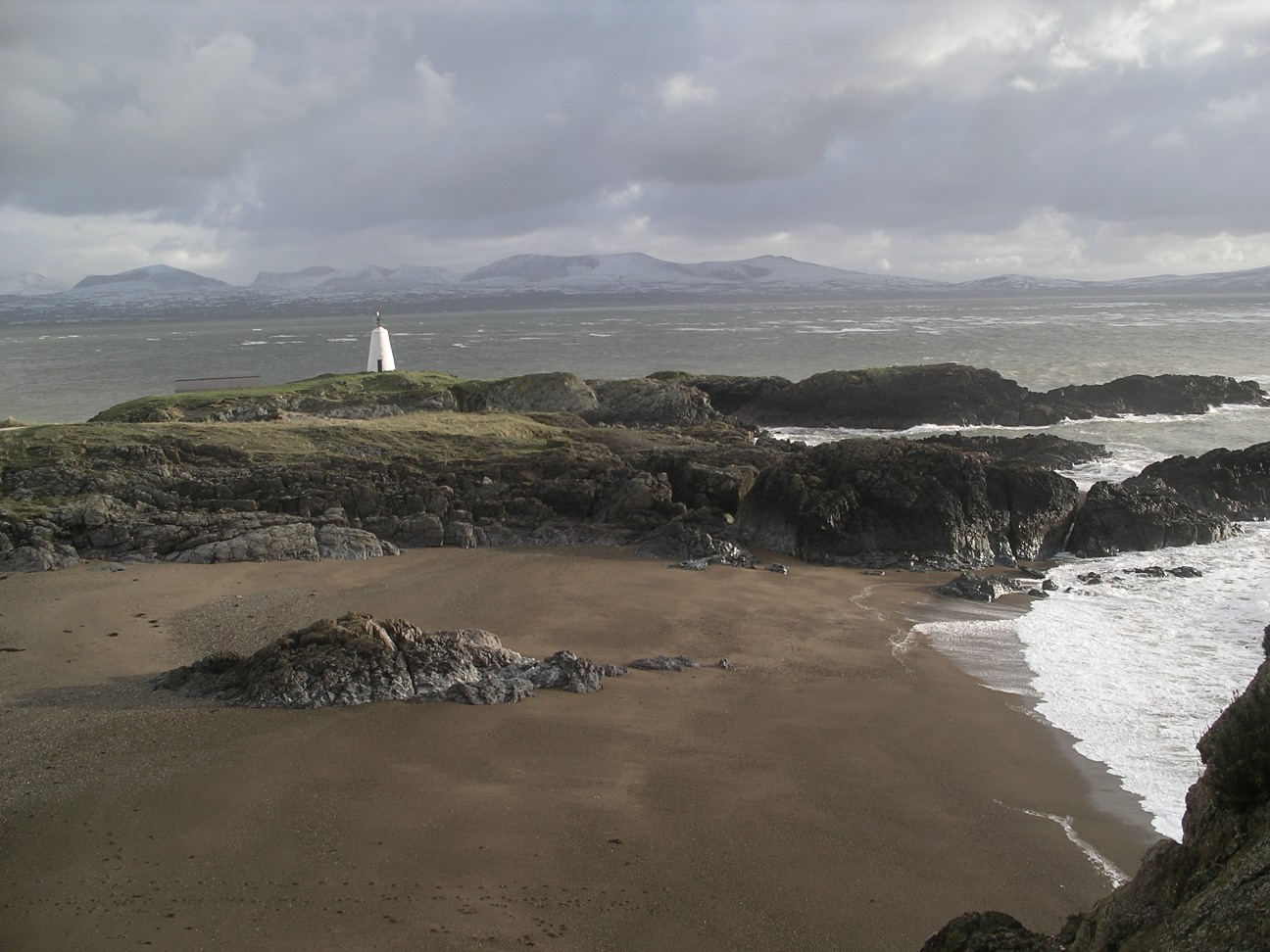
Um velho farol, com o Parque Nacional de Snowdonia ao fundo

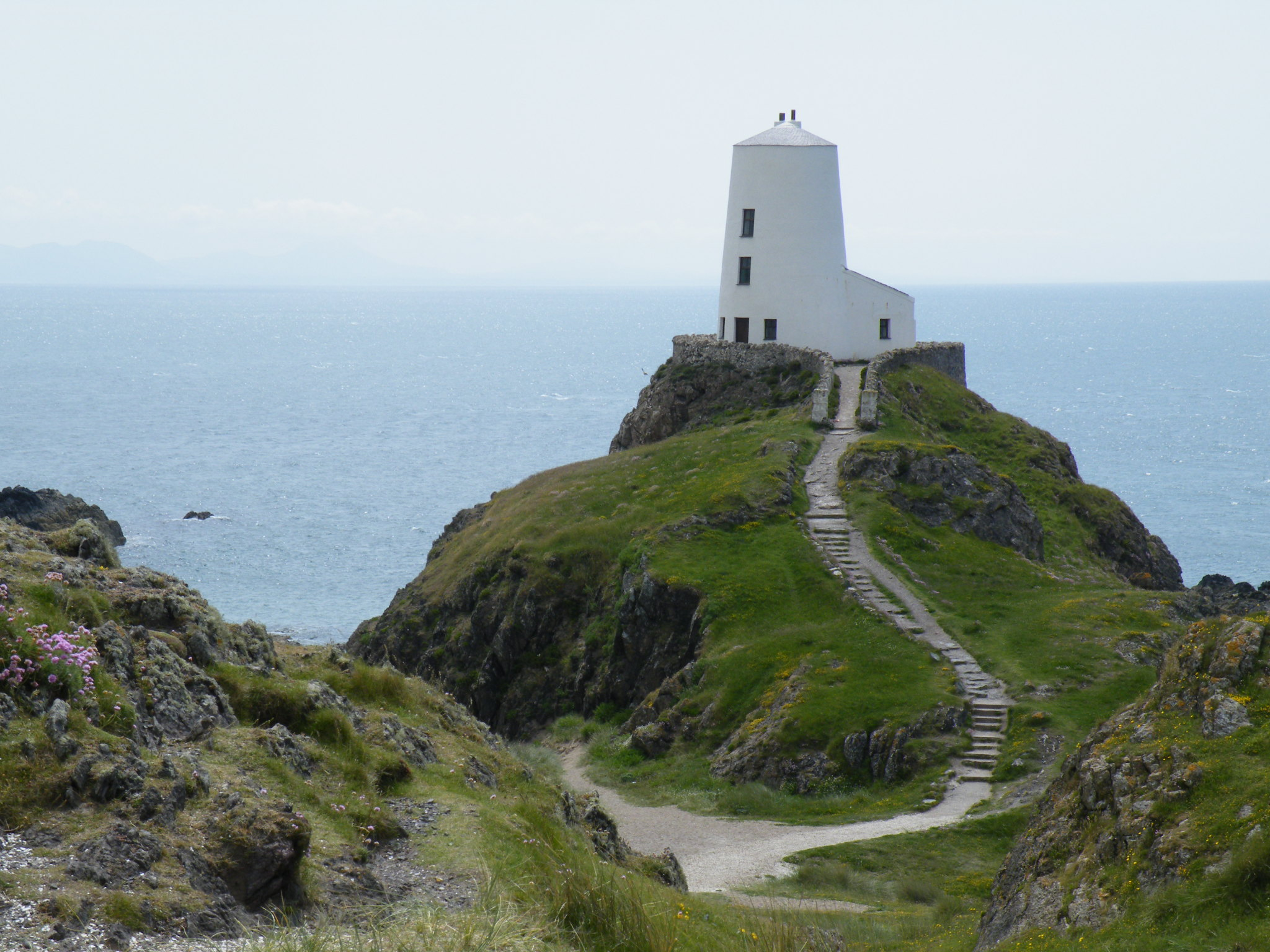
Farol de Tŵr Mawr, em Ynys Llanddwyn

Existem numerosos monumentos megalíticos e menires em Anglesey, testemunhando a presença pré-histórica de seres humanos na ilha.